# Ischiopsopha hudsoni
Ischiopsopha hudsoni är en skalbaggsart som beskrevs av Allard 1995. Ischiopsopha hudsoni ingår i släktet Ischiopsopha och familjen Cetoniidae. Inga underarter finns listade i Catalogue of Life.